# PHP-Fusion
PHP-Fusion este un sistem de administrare al conținutului creat de către Nick Jones (cunoscut si ca Digitanium). Acesta folosește o bază de date MySQL pentru stocarea întregului conținut al unui site și include un sistem de administrare ușor și clar. PHP-Fusion include cele mai întâlnite facilități pe care prezente și în multe alte pachete CMS.

## Caracteristici
PHP-Fusion ofera urmatoarele facilitati:
- Stiri
- Articole
- Forumuri
- Galerie foto
- Adrese web
- Descarcari
- Sondaje
- Shoutbox
- Mesaje private
- Cautare
- Teme

## Versiunea 6
Versiunea curentă de CMS este versiunea 6 care se află în prezent în v6.01.19 și pe deplin stabilă.

## Versiunea 7
Versiunea 7 a PHP-Fusion este momentan in stadiul BETA (pentru teste) iar versiunea finala va fi facuta publica in luna iunie.
Noi facilitati ale versiunii 7:
- Nou cod BBcode
- Extensii administrative
- Protectie spam
- Nou aspect al forumului
- Grupul moderatori
- Unelte avansate ale forumului
- XHTML
- Un nou motor de teme
- Securitate imbunatatita
- Gestionare smiley
- Cautare modulara

Sistemul este oferit gratuit, sub licenta GNU/GPL si poate fi descarcat de pe site-ul oficial: Php-Fusion

## Support
Din 2006, PHP-Fusion este sprijinit în 20 de limbi, inclusiv româna și engleză. Există forumuri de suport oficial în:
- Arabia Arhivat în 17 mai 2008, la Wayback Machine.
- Belgium
- Brazil Arhivat în 25 martie 2014, la Wayback Machine.
- Denmark Arhivat în 2 ianuarie 2006, la Wayback Machine.
- Czech Republic Arhivat în 12 iulie 2020, la Wayback Machine.
- France
- Germany
- Hungary
- Iran Arhivat în 26 martie 2014, la Wayback Machine.
- Italy
- Lithuania Arhivat în 1 martie 2014, la Wayback Machine.
- Netherlands
- Norway Arhivat în 24 octombrie 2018, la Wayback Machine.
- Poland
- Romania
- Russia
- Slovakia Arhivat în 25 martie 2014, la Wayback Machine.
- Spain (Provisional URL: php-fusion.uni.cc)
- Sweden
- Turkey Arhivat în 25 decembrie 2019, la Wayback Machine.